# En famille (série télévisée, 2018)
En famille (Benvinguts a la família) est une série de télévision espagnole en langue catalane, créée par Pau Freixas et Iván Mercadé et produite par Arca Audiovisual (Groupe Filmax). La série est diffusée par la chaîne publique catalane TV3 entre le 22 janvier 2018 et le 15 avril 2019 et est composée de deux saisons, chacune de treize épisodes.
En Belgique et France, la série est disponible sur Netflix.

## Synopsis
La série est centrée sur la vie d'Àngela (Melani Olivares), une quadragénaire abandonnée par son mari et avec trois enfants à charge. 
Après être avoir été expulsée de son appartement par la faute de son ancien conjoint, Àngela, ses trois enfants — Fran (Nao Albet), David (Leïti Séne) et Sara (Nonna Cardoner) — et son beau-frère Nando (Iván Massagué), se présentent chez son père Eduardo (Simón Andreu) pour lui demander de l'argent, après ne pas l'avoir vu depuis dix ans.
Elle va y retrouver sa nouvelle femme Victoria (Yolanda Ramos) et la fille de celle-ci, Àlex (Georgina Amorós).

## Distribution

### Acteurs principaux
- Melani Olivares (VF : Annie Milon) : María de los Ángeles « Àngela » Navarro Garrofer
- Iván Massagué (VF : Franck Lorrain) : Fernando « Nando » García Pedrosa
- Yolanda Ramos (VF : Véronique Augereau) : Maria Victòria Argenté Betancour
- Nao Albet (VF : Benjamin Bollen) : Francesc « Fran » García Navarro
- Georgina Amorós (VF : Marie Tirmont) : Alexandra « Àlex » Argenté
- Leïti Sène (VF : Simon Koukissa-Barney) : David García Navarro
- Nonna Cardoner (VF : Fanny Bloc) : Sara García Navarro
- Lluís Villanueva (VF : Cyrille Artaux) : Raül Dorado

### Acteurs récurrents
- Betsy Túrnez (VF : Magali Rosenzweig) : Adela
- Miquel Fernández (VF : Jean-Alain Velardo) : Miquel Ibáñez Monroy
- Francesc Ferrer (VF : Jérémy Prévost) : Pere Perelló
- Santi Millán : Manuel « Manu » García Pedrosa
- Paula Malia : Teresa Díaz Giralt
- Jaume Madaula : Nil Díaz Giralt
- Quimet Pla (VF : Philippe Catoire) : Leo
- Joan Carreras (VF : Cyrille Monge) : Marcos Navarro Garrofer
- Anna Gras : Ayla
- Elisabet Casanovas (VF : Youna Noiret) : Paula
- Antonio Dechent : Ramon Díaz
- Àlex Maruny (VF : Adrien Larmande) : Diego « Dídac »
- Carme Sansa : Berta
- Eva Santolaria (VF : Karine Foviau) : Lili

 Source et légende : version française (VF) sur RS Doublage et Doublage Séries Database

## Épisodes
| Saison | Épisodes | Diffusion       | Diffusion     | Audience    |
| Saison | Épisodes | Début           | Fin           | Spectateurs |
| ------ | -------- | --------------- | ------------- | ----------- |
| 1      | 13       | 22 janvier 2018 | 16 avril 2018 | 482.000     |
| 2      | 13       | 14 janvier 2019 | 15 avril 2019 | 361.000     |